# Polygonatum acuminatifolium
Polygonatum acuminatifolium är en sparrisväxtart som beskrevs av Vladimir Leontjevitj Komarov. Polygonatum acuminatifolium ingår i släktet ramsar, och familjen sparrisväxter. Inga underarter finns listade i Catalogue of Life.